# Bonetiella
Bonetiella é um género botânico pertencente à família Anacardiaceae.